# Ok Taec-yeon
Ok Taec-yeon (en hangul, 옥택연; en hanja, 玉泽演; Seúl; 27 de diciembre de 1988) es un cantante, rapero, compositor, modelo, actor y empresario surcoreano. Es conocido por ser miembro de la boyband surcoreana 2PM, así como por sus actuaciones en series de televisión como Cinderella's Sister, Dream High, Let's Fight, Ghost y Vincenzo.

## Biografía
Ok Taec-yeon nació en Seúl, Corea del Sur, pero emigró a Bedford, Massachusetts, un pueblo situado en la área metropolitana de Gran Boston, con sus padres y su hermana mayor, Jihyen, cuando tenía 13 años. Ok estuvo siete años en Massachusetts, asistiendo a la Escuela Secundaria de Bedford y participando en el club escolar de ajedrez, en la banda de jazz, en el equipo de fútbol Junior Varsity (que representa a una escuela secundaria en un nivel más bajo que el equipo principal) y la sociedad de honor, antes de regresar a Corea para continuar su carrera.
Ok asistió a la Escuela Secundaria Young Dong en Seúl antes de transferirse a la Universidad de Dankook para estudiar administración de empresas y la Escuela de Graduados de Estudios Internacionales de la Universidad de Corea.
El 4 de septiembre de 2017 se alistó como soldado en servicio activo y comenzó su servicio militar obligatorio.
Ok firmó un contrato exclusivo con 51K en julio de 2018, luego de la expiración de su contrato con JYP Entertainment. A pesar del cambio, su antigua agencia anunció que seguirá siendo miembro de 2PM.
El 6 de junio de 2020, 51K anunció que Ok esta en una relación con una oficinista desde 2017.

## Carrera musical

### Debut con 2PM
Su hermana lo convenció para que participara en una audición de JYP Entertainment en Manhattan, que había descubierto en Internet y, en su cumpleaños número 17, ambos viajaron a la ciudad de Nueva York después de que él aceptara participar. Al principio, solicitó ser modelo, pero los jueces sugirieron que intentara bailar y cantar en su lugar. Después de una semana, fue elegido como uno de los 35 finalistas y fue invitado a Corea del Sur para seguir compitiendo. Finalmente, fue elegido como uno de la docena de finalistas para competir en el programa de telerrealidad Superstar Survival, pero fue el primer concursante en ser eliminado.
Posteriormente, participó en el programa de telerrealidad Hot Blood Men de Mnet en 2008, en donde 11 de 14 aprendices se convertirían en miembros de la boyband One Day. Posteriormente, One Day se dividió en dos boybands, 2AM y 2PM, y Ok se convirtió en miembro de esta última.
Ok, junto con el resto de los miembros de 2PM, hizo su debut en M Countdown el 4 de septiembre de 2008, con el sencillo «10 out of 10», que se incluyó en su primer miniálbum, «Hottest Time of the Day».

### Solitario
Ok lanzó su primer álbum en japonés «Taecyeon Special: Winter Hitori» el 18 de enero de 2017.

## Carrera actoral
Ok participó en el espectáculo de variedades We Got Married, programa en el cual participó al lado de la actriz taiwanesa Gui Gui (cantante).
En julio del 2016 se unió al elenco principal de la serie Let's Fight, Ghost, donde interpretó a Park Bong-pal, un estudiante de economía que puede ver fantasmas, hasta el final de la serie el 30 de agosto del mismo año.
El 6 de agosto de 2017 se unió al elenco principal de la serie Save Me, donde interpretó a Han Sang-hwan, un joven que junto a su grupo de amigos deben de salvar a Im Sang-mi, hasta el 24 de septiembre del mismo año.
El 22 de enero de 2020 se unió al elenco principal de la serie The Game: Towards Zero, donde dio vida a Kim Tae-pyung, hasta el final de la serie el 12 de marzo del mismo año.
El 20 de febrero de 2021 se unió al elenco de la serie Vincenzo, donde interpreta a Jang Jun-woo, un torpe pero inteligente y apasionado interno de primer año de derecho.
El 8 de noviembre del mismo año se unirá al elenco principal de la serie Secret Royal Inspector Joy (también conocida como "Inspector Couple Joy & Ryan") donde dará vida a Ra Yi-eon (Ryan), un rico, inteligente y guapo inspector real sin preocupaciones en el mundo y que obtuvo el primer lugar en los exámenes estatales.

## Filmografía

### Series de televisión
| Año  | Título                        | Personaje                    | Notas                     | Ref.          |
| ---- | ----------------------------- | ---------------------------- | ------------------------- | ------------- |
| 2009 | Style                         | -                            | Cameo ep. 6               |               |
| 2010 | Cinderella's Sister           | Han Jung-woo                 | 20 episodios              |               |
| 2011 | Dream High                    | Jin Gook / Hyun Shi-hyuk     | 16 episodios + 1 especial |               |
| 2011 | Boku to Star no 99 Nichi      | Tae-sung                     | 10 episodios              |               |
| 2013 | Who Are You?                  | Cha Gun-woo                  | 16 episodios              |               |
| 2014 | Wonderful Day                 | Kang Dong-hee                | 50 episodios              |               |
| 2015 | Assembly                      | Kim Kyu-hwan                 | 20 episodios              |               |
| 2016 | Let's Fight, Ghost            | Park Bong-pal                | 16 episodios              |               |
| 2017 | Save Me                       | JHan Sang-hwan               | 16 episodios              |               |
| 2020 | The Game: Towards Zero        | Kim Tae-pyung                | 32 episodios              | [ 25 ]        |
| 2021 | Vincenzo                      | Jang Jun-woo / Jang Han-seok | 20 episodios              | [ 26 ] [ 27 ] |
| 2021 | Secret Royal Inspector Joy    | Ra Yi-eon                    | 16 episodios              | [ 28 ]        |
| 2022 | Blind                         | Ryu Sung-Joon                | 16 episodios              |               |
| 2023 | Heartbeat                     | Seon Woo-hyul                | 16 episodios              | [ 29 ]        |
| 2025 | La primera noche con el duque | Príncipe Gyeongseong-gun     | 12 episodios              | [ 30 ] [ 31 ] |

### Series web
| Año  | Título         | Personaje  | Notas              | Ref.   |
| ---- | -------------- | ---------- | ------------------ | ------ |
| 2016 | Touching You   | Do Jin-woo | 12 episodios       |        |
| 2016 | 7 First Kisses | Él mismo   | Ep. 5 - 6          |        |
| 2023 | XO, Kitty      | Ocean Park | Aparición especial | [ 32 ] |

### Películas
| Año  | Título                | Personaje     | Notas |
| ---- | --------------------- | ------------- | ----- |
| 2022 | Hansan: Rising Dragon | Im Joon Young | -     |
| 2017 | House Above Time      | Padre Choi    | -     |
| 2013 | Marriage Blue         | Won Cheol     | -     |

### Programas de televisión
| Año              | Título                       | Rol                                        | Notas             |
| ---------------- | ---------------------------- | ------------------------------------------ | ----------------- |
| 2017             | Battle Trip                  | Participante junto a Kim Kwang-kyu (actor) | Ep. 37            |
| 2014             | I Live Alone                 | Invitado                                   | Ep. 56            |
| 2011, 2013, 2014 | Hello Counselor              | Invitado                                   | Ep. 30, 125 y 191 |
| 2013             | We Got Married World Edition | Participante junto a Gui Gui               | Primera Temporada |
| 2010             | Family Outing 2              | Participante                               | 17 episodios      |
| 2010             | Mnet scandal                 | Participante                               | -                 |
| 2009 - 2010      | Inkigayo                     | Presentador                                | -                 |
| 2009             | 2PM Wild Bunny               | -                                          | 7 episodios       |
| 2008             | Idol Army Season 3           | Participante                               | 17 episodios      |
| 2008             | Hot Blood                    | Participante                               | -                 |
| 2006             | Superstar Survival 1         | Participante                               | -                 |

### Sesiones fotográficas
| Año  | Título    | Notas                |
| ---- | --------- | -------------------- |
| 2021 | 1st Look! | Junto a Kim Hye-yoon |

## Discografía

### Temas para dramas
| Año  | Drama                   | Título       | Notas                                       |
| ---- | ----------------------- | ------------ | ------------------------------------------- |
| 2013 | 7th Grade Civil Servant | Way To You   | Junto a Lee Jun-ho                          |
| 2011 | Dream High              | My Valentine | Junto a Nichkhun y Park Jin Young           |
| 2011 | Dream High              | Dream High   | Junto a Wooyoung, 'Kim Soo Hyun, JOO y Suzy |

### Temas para películas
| Año  | Película                     | Título                | Notas |
| ---- | ---------------------------- | --------------------- | ----- |
| 2013 | The Night Before the Wedding | Marriage Blue Opening | -     |

### Temas para programas de TV
| Año  | Programa       | Título     | Notas           |
| ---- | -------------- | ---------- | --------------- |
| 2013 | We Got Married | I Love You | Junto a Gui Gui |

### Temas en colaboración
| Año  | Título               | Nota                         |
| ---- | -------------------- | ---------------------------- |
| 2017 | Just Feeling         | Junto a Jun. K y Kim Tae Woo |
| 2016 | 50 50                | Junto a Jun. K               |
| 2014 | U Don't Know         | Junto a Lim Seul-ong         |
| 2012 | Madness              | Junto a Miss A               |
| 2012 | A Night Like Tonight | Junto a Blue Bears           |
| 2009 | See the Sea          | Junto a Choi Sung-hee        |
| 2009 | EGO                  | Junto a Baek Ji Young        |

## Premios y nominaciones
| Año  | Categoría                  | Premios                                             | Trabajo             | Resultado |
| ---- | -------------------------- | --------------------------------------------------- | ------------------- | --------- |
| 2011 | KBS Drama Awards           | Best Couple Award (junto a Bae Suzy)                | Dream High          | Nominado  |
| 2011 | 3rd Bugs Music Awards      | OST of the Year (junto a Nichkhun y Park Jin-young) | "My Valentine"      | Ganó      |
| 2011 | Mnet 20's Choice Awards    | Best Sixpack                                        | -                   | Nominado  |
| 2011 | K47th Baeksang Arts Awards | Most Popular Actor (TV)                             | Cinderella's Sister | Nominado  |
| 2011 | K47th Baeksang Arts Awards | Best New Actor (TV)                                 | Cinderella's Sister | Nominado  |
| 2010 | KBS Drama Awards           | Netizen Award, Actor                                | Cinderella's Sister | Nominado  |
| 2010 | KBS Drama Awards           | Best New Actor                                      | Cinderella's Sister | Nominado  |